# سویچیرو کوزوکی
سویچیرو کوزوکی (انگلیسی: Soichiro Kozuki؛ زادهٔ ۲۲ دسامبر ۲۰۰۰) بازیکن فوتبال اهل ژاپن است.